# My Beautiful Dark Twisted Fantasy
My Beautiful Dark Twisted Fantasy (изначально названный Good Ass Job, позже переименованный в Dark Twisted Fantasy) — пятый студийный альбом американского хип-хоп-артиста Канье Уэста, вышедший 22 ноября 2010 года. Запись альбома проходила на острове Даймонд-Хед с 2008 по 2010 год, при участии нескольких продюсеров, среди которых сам Уэст, Джефф Баскер, RZA, Кен Льюис, No I.D., Майк Дин и другие.
Четыре песни из альбома были выпущены на синглах: «Power», «Runaway», «Monster» и «All of the Lights». Все четыре сингла попали в различные чарты, некоторые из них заняли там верхние строчки.
Сразу после выхода альбом получил положительные отзывы критиков, которые отмечали в песнях разнообразие стилей, а также лирические темы, затронутые Уэстом.
Альбом возглавлял чарты Billboard в шести категориях одновременно.

## Создание
В 2010 году Дрейк рассказал, что Уэст работает над проектом, который, по заявлению самого рэпера, должен был стать «одним из лучших хип-хоп альбомов за последние 10 лет». Сразу после этого он заявил, что продюсировать этот альбом будут известные Q-Tip, RZA, DJ Premier и Пит Рок.
DJ Premier заявил, что Уэст собирается вернуть популярность семплов старых записей.

Хорошо, во-первых, если посмотреть на все творчество Канье Уэста, то можно увидеть, что он восстановил технологию семплирования, и у него это хорошо получается. Несмотря на то, что он — мейнстрим-артист, его новый альбом — это тяжёлый бит и ритм. Он полностью покончил с электронной музыкой. Вы будете удивлены, если услышите это.
Оригинальный текст (англ.)Well, first of all, if you look at all of Kanye West’s output, he actually did a lot to bring back sampling and make it cool again, even though he’s more of a mainstream artist… but his new album is strictly hard beats and rhyme. He’s totally done with electro. You’re gonna be surprised what you hear.— DJ Premier
В разное время в качестве приглашённых артистов были названы Dwele, Дрейк, Ники Минаж, Бейонсе, Чарли Уилсон, Common, Джастин Вернон, Big Sean, Лил Уэйн, Jay-Z, Кид Кади, Рик Росс, T.I., Ллойд Бэнкс, Тони Уильямс, Мос Деф, Pusha T, M.I.A., Seal, Swizz Beatz, Soulja Boy Tell ’Em, Эминем, Алиша Киз, Сантиголд и La Roux. Madlib заявил, что он сделал пять битов для нового альбома Канье Уэста.

## Релиз и промоушн

### Название
Название пятого студийного альбома Канье Уэста Good Ass Job регулярно появлялось в различных источниках, начиная с 2008 года, но его запись началась только в 2010 году. Первым это название альбома анонсировал рэпер Big Sean, однако впоследствии выяснилось, что оно оказалось неверным. Также этот альбом предполагалось выпустить после Graduation, вместо 808s & Heartbreak. 24 июля 2010 года в блоге Канье Уэста появился баннер с надписью My Dark Twisted Fantasy Trailer. 28 июля 2010 года Уэст сообщил через свой Twitter-блог:

Альбом больше не называется Good Ass Job. Я сейчас обдумываю другие варианты названия.
Оригинальный текст (англ.)The album is no longer called “Good Ass Job”. I’m bouncing a couple of titles around now.— Канье Уэст

### Синглы
28 мая 2010 года в интернет утекла незавершённая версия трека «Power», исполненная совместно с Dwele. 30 июня он официально появился в iTunes. Также был анонсирован ремикс этого трека, исполненный совместный с Jay-Z и Swizz Beatz. Он был исполнен 20 августа в 12:00 на радио Hot 97.
14 октября состоялся релиз второго сингла — «Runaway», исполненного совместно с Pusha T. Вместо клипа на эту песню был снят 35-минутный фильм, в котором содержались отрывки других треков альбома.
Третьим синглом стал трек «Monster», выпущенный 23 октября 2010 года посредством iTunes. Изначально трек был выпущен 27 августа в рамках проекта G.O.O.D. Fridays, суть которого состоит в том, что с ноября до Рождества 2010 года Канье Уэст выкладывал в интернет по одному новому треку.

### Обложки альбома
17 октября 2010 года Канье Уэст сообщил через Twitter, что некоторые магазины отказались продавать альбом из-за обложки. На ней изображён раздетый Уэст, лежащий на синем диване и держащий в правой руке бутылку, а на нём лежит крылатая женщина без рук. Это изображение расположено в жёлтой рамке на красном фоне. В интервью MTV News, Уэст заявил, что всего будет пять обложек, нарисованных художником Джорджем Кондо, а также, что все они будут доступны при покупке альбома.
В 2011 году обложка альбома заняла 34-е место в списке лучших обложек альбомов всех времён по мнению читателей интернет-издания MusicRadar.

## Список композиций
| №   | Название                                                                      | Длительность |
| --- | ----------------------------------------------------------------------------- | ------------ |
| 1.  | «Dark Fantasy»                                                                | 4:40         |
| 2.  | «Gorgeous» (при участии Кид Кади & Raekwon)                                   | 5:57         |
| 3.  | «Power» (при участии Dwele)                                                   | 4:52         |
| 4.  | «All of the Lights» (интерлюдия)                                              | 1:02         |
| 5.  | «All of the Lights»                                                           | 4:59         |
| 6.  | «Monster» (при участии Jay-Z, Рик Росс, Ники Минаж и Bon Iver)                | 6:18         |
| 7.  | «So Appalled» (при участии Jay-Z, Pusha T, CyHi Da Prynce, Swizz Beatz & RZA) | 6:37         |
| 8.  | «Devil in a New Dress» (при участии Рика Росса)                               | 5:51         |
| 9.  | «Runaway» (при участии Pusha T)                                               | 9:07         |
| 10. | «Hell of a Life»                                                              | 5:27         |
| 11. | «Blame Game» (при участии Джона Ледженда)                                     | 7:49         |
| 12. | «Lost in the World» (при участии Bon Iver)                                    | 4:16         |
| 13. | «Who Will Survive in America»                                                 | 1:38         |

| №   | Название                                                     | Длительность |
| --- | ------------------------------------------------------------ | ------------ |
| 14. | «See Me Now» (при участии Big Sean, Бейонсе и Чарли Уилсона) | 6:04         |

## Семплы
| - «Dark Fantasy» - «In High Places» — Майк Олдфилд - «Who Will Survive in America» - «Comment No. 1» — Гил Скотт-Херон - «Lost in the World» - «Soul Makossa» — Ману Дибанго - «Think (About It)» — Лин Коллинз - «The Woods» — Bon Iver - «Comment No. 1» — Гил Скотт-Херон - «Blame Game» - «Avril 14» — Ричард Джеймс - «Runaway» - «Expo 83» — Backyard Heavies - «Live at Long Beach, CA’ 1981» — Рик Джеймс | - «Hell of a Life» - «She’s My Baby» — The Mojo Men - «Stud-Spider» — Тони Джо Уайт - «Iron Man» — Black Sabbath - «Devil in a New Dress» - «Will You Still Love Me Tomorrow» — Смоки Робинсон - «So Appalled» - «You Are – I Am» — Manfred Mann’s Earth Band - «Power» - «It’s Your Thing» — Cold Grits - «Afromerica» — Continent Number 6 - «21st Century Schizoid Man» — King Crimson |